# 吉川鉄之助
吉川 鉄之助（よしかわ てつのすけ、1859年〈安政6年9月16日〉 - 1931年〈昭和6年〉3月31日）は、北海道長沼町最初の開拓者。旧字体では名を鐵之助と表記する。

## 経歴

### 北海道移住と開拓使・札幌県での勤務
1859年（安政6年9月16日）、吉川太左衛門の長男として、胆沢郡水沢川原小路に生まれる。
1871年（明治4年）に胆沢県の農民と仙台藩の士族、60戸203人が、平岸（後の札幌市豊平区）に入植する。その中に、鉄之助と両親も含まれていた。
1876年（明治9年）、開拓使学務局雇として札幌農学校の職員となる。このとき赴任してきたウィリアム・スミス・クラークの感化を受け、熱心なキリスト教徒となった。
1879年（明治12年）5月5日、鉄之助の長女イチが生まれる。また1882年（明治15年）には次女セツが、1883年（明治16年）11月には息子の寛が生まれている。しかし妻イシが入籍したのは1886年（明治19年）と記録されているので、鉄之助とイシは婚姻届を出す前から結婚していたと思われる。
1883年（明治16年）ころに札幌県令の調所広丈が、日本人の体格改良を目的としてパン食の普及を図ったことがあったが、勧業課に在籍していた鉄之助はパン作りの技術を習得し、「勧業吉川のパン」と銘打って売り出したという。

### マオイ原野への入植
三県一局時代が終わり、北海道庁が設置された1886年（明治19年）の10月、27歳の鉄之助は単身でマオイ原野の視察に向かった。千歳村で旅館を営む新保鉄蔵のところでアイヌ1名を雇うと、馬追山を越え、夕張川畔に達すると川沿いに下り、農耕に適した土地を見出して、移住を決心した。
1887年（明治20年）5月、鉄之助は同志たる渡辺伝二とともに、木村勇次郎に相談して、札幌を出発した。ただし木村は、商業整理の関係上、しばらく札幌に留まることになった。
マオイ原野開拓の初年度、開墾で得られたものはわずかな馬鈴薯だけであり、鉄之助は絶え間なく食糧不足に苛まれた。冬になるとキツネやテンを捕えて毛皮を剥ぎ、千歳に出向いて米や味噌と交換してみたものの、往復に4日もかかるため、一時しのぎにしかならなかった。救いは夕張川でサケなどの魚を自由に獲れることだったが、うまくいかないときは川で魚骨を拾い、焙って食べたこともあった。
翌1888年（明治21年）、鉄之助を頼って工藤勘太郎が移住し、農地を拡張したが、例によって食糧不足となったため、夕張川でウグイを捕えたり、アイヌ常食の草根ウバイロを掘って澱粉を採るなどして、暮らしを維持した。食糧欠乏を防ぐために小麦を多めに作付けしたものの、秋の収穫時になって移住民の大半がマラリアに倒れ、刈入れ不能に陥るなど、入植開始直後は惨憺たる有様であった。
原野と千歳以外の景色を目にすることのないままに2年が経ったころ、ふと遠くに汽笛を聞いて文明が恋しくなった鉄之助は、渡辺伝二と連れ立って岩見沢まで汽車を見に行こうとした。しかし山中で何度も落馬したうえ、大ヒグマに遭遇する羽目になり、かろうじて帰宅するという結果に終わった。

### 集落の発展
やがて、後の北長沼地区で開墾を始めた鉄之助たちに続き、周辺地域への入植を試みる者たちが現れ始めた。1888年（明治21年）12月1日、石川光親が120万坪の土地の貸付を受ける。さらに平田類衛門ほか1名が187万5000坪、古川浩平が29万2000坪、伊藤久平、中川佐吉、佐藤孝次郎などがそれぞれ10万坪の貸付許可を得た。また工藤勘太郎は、東6線北18番地に1万5000坪を借りて転居した。
この間、食糧の欠乏にさんざん悩まされた鉄之助はパン食に切り替えることを決意し、食肉を得るために真駒内種畜場から豚2頭の払い下げを受け、原野で放牧を行ったところ良好な成績だった。
1889年（明治22年）、大野亀三郎が鉄之助を訪ね、貸付を受ける土地の指定を請う。この2年後に大野は親戚たちと入植を行い、栗沢町岐阜農場の基礎を築いた。
1890年（明治23年）、亀谷農場がタンネトー北岸の開墾に着手する。前述の平田は、松本松三郎を農場の管理人として20名ほどの労務者を雇い入れ、アメリカ式機械開墾を始めた。同じころ、石川光親は泉麟太郎を社長に据え、その長男の泉鉉吉を支配人とし、夕張川沿いの西3 - 4線北12 - 13番地で本格的な開墾に着手した。
北海道炭礦鉄道室蘭線の工事が始まると多数の労務者が流入してきたので、鉄之助は開墾の傍ら、工事のための物資補給を請け負った。さらに鉄之助は江別から舟を購入し、アイヌのトマンリューに夕張川東岸のウエンベツと結ぶ渡船をさせ、交通の便を図った。

### 長沼村の開村
1892年（明治25年）2月4日、長沼村が開村した。このとき役所からは、鉄之助の労苦を踏まえて村名を「吉川村」とする薦めを受けているが、彼はこれを辞退している。
1895年（明治28年）2月、鉄之助は村総代人に選出される。そして同年5月、それまで由仁で統括していた戸長役場の独立に伴い、初代戸長として選ばれた。鉄之助は毎日、北長沼から市街地の役場までの約10キロメートルを、馬に乗って通勤した。
しかし、その鉄之助に村費の不法流用問題が持ち上がった。これは着服のような不正行為ではなく、開拓当初の政策費を捻出するうえで生じたものであったが、法に背いていたことには違いないので、後に北海道庁長官の許可を得て全村民への割当賦課という形式で補填が行われた。鉄之助は戸長に留まるように周囲から諭されたものの、1895年（明治28年）8月末をもって、家庭の事情を理由に依願免官した。

### 長沼を去って後
1907年（明治40年）になると、鉄之助は新たな土地を求めて長沼を去っており、旭川や、オホーツク海側の斜里まで足を延ばした。
さらには樺太へと渡り、敷香に鉱脈探しに行ったが、道を見失って数日間山中をさまようことになった。それに懲りて、以降は外歩きを辞め、自宅で悠々自適の生活を送る。
晩年は、後の札幌市南1条西24丁目で暮らし、1931年（昭和6年）3月31日、後妻みゆと4男の栄に看取られつつ、73歳で没した。

## 人物
身長5尺6寸5分（170センチメートル）で、長身ではないが、恰幅の良い体つきをしていた。
性格は温厚で、釣りを趣味とし、また酒豪であったため馬の背で眠りながら帰宅することもあったという。
鉄砲の名手であり、レミントン銃を抱えて旭川や大雪山などで熊撃ちを行っている。